# Preliv Kanmon
Preliv Kanmon (japonsko 関門海峡, latinizirano: Kanmon-kaikjō) ali preliv Šimonoseki je morski preliv, ki ločuje otoka Honšu in Kjušu, dva od štirih glavnih japonskih otokov. Na strani otoka Honšu je Šimonoseki (下関, ki je k imenu ožine prispeval Kan (関)), na strani Kjušuja pa je Kitakjušu, čigar nekdanje mesto in sedanji okraj, Modži (門司), je dal prelivu njegov del pon (門). Preliv se zamulja s hitrostjo približno 15 centimetrov na leto, poglabljanje pa je omogočilo gradnjo letališča Kitakjušu po nizki ceni.
Zahodni zemljevidi iz 19. stoletja to vodno pot omenjajo tudi kot Van der Capellenov preliv.

## Prebivalstvo območja Kanmon
Skupno prebivalstvo območja Kanmon šteje približno 1,3 milijona, vključno s celotnim Kitakjušujem (približno en milijon) in Šimonosekijem (približno 300.000), čeprav se podrobne definicije zelo razlikujejo.

## Turizem
- Festival ognjemetov

Poletni festival ognjemetov v prelivu Kanmon poteka avgusta vsako leto.
- Vožnja s čolnom

Izletniška ladja Voyager odpluje iz Modži-kō in križari po prelivu.
- Poleti s helikopterji in cepelini

Helikopterski prevezi so na voljo pri Kaikyo Dramaship v Modži-kō. Oktobra 2005 je ena največjih zračnih ladij na svetu, ki trenutno leti (zeppelin NT, uvožen iz Nemčije), prav tako šla skozi Modži na vsejaponski turneji. To zračno ladjo je junija 2004 kupila družba Nippon Airship Corporation in je bila uporabljena na območju Tokia in na sejmu Aiči Expo 2005.

## Promet preko preliva
Preliv Kanmon je mogoče prečkati na več načinov, najstarejši med njimi so trajekti. Obstaja trajekt za avtomobile med Nišiminato (Kokura) in Hikinošimo (Šimonoseki), ki traja približno deset minut in potniški trajekt od Modži-ko do Šimonoseki. Tam je tudi most, ki nosi hitro cesto. Daleč najbolj uporabljena metoda je več predorov, skozi katere vozi vlak Sanyō Šinkansen, predor za avtomobile in celo eden za pešce na najožji točki.
Prvi železniški predor je bil odprt 15. novembra 1942. Avtocestni predor je bil odprt 9. marca 1958. Most Kanmonkjo je bil odprt za vozila 14. novembra 1973. Predor Šinkansen je bil odprt 10. marca 1975 .

## Trgovski pomen
Preliv Kanmon je tudi povezava med Japonskim in Notranjim morjem. Uporabljajo ga številne tovorne ladje kot bližnjico do Osake in Tokia iz Koreje in Kitajske. V bližini je tudi novo letališče Kitakjušu.

## Zgodovinski pomen
- Bitka pri Dan-no-ura
- Bitka v prelivu Šimonoseki
- Bombardiranje Šimonosekija
- Pogodba iz Šimonosekija

## Promet
Novo letališče Kitakjušu je bilo odprto v 16. marca 2006 in naj bi prineslo nadaljnjo blaginjo v obliki povečanega turizma in trgovine na tem območju.
Trajekti iz mednarodnega terminala pristanišča Šimonoseki:
- Trajekt Kanpu do Busana v Južni Koreji
- Trajekt Orient do mesta Qingdao na Kitajskem
- Trajekt Orient do Šanghaja na Kitajskem